# Michal Jon
Michal Jon (* 15. listopadu 1971) je český cyklista a cestovatel.
První Čech, který na horském kole objel svět. Společně s Lucií Kovaříkovou objel v letech 2002 – 2005 na horském kole zeměkouli (Lucie Kovaříková se tak stala historicky první Češkou, která na kole objela svět). Cesta trvala tři roky (1. května 2002 – 1. května 2005), najeli 68 175 km, projeli 34 zemí a navštívili všechny kontinenty včetně Antarktidy. Je zapsán v České knize rekordů. Na všech svých cyklovýpravách (tj. pouze na cestách s brašnami) v letech 1994 – 2017 našlapal v 51 zemích světa všech kontinentů přes 136 000 km. Společně s Lucií Kovaříkovou je autorem sedmi cestopisných knih – tetralogie z cesty kolem světa S Luckou a Michalem kolem zeměkoule (Z Čech až do Země vycházejícího slunce, Pod oblohou Jižního kříže, Přes ledové království do zeleného pekla, Od vlků a slonů...hurá domů!), Na hliníkovém oři Divokým západem, Z útulku až k moři a Cyklostezky Evropy. Kromě autorství knih a publikování článků patří mezi další jeho činnosti průvodcování cyklozájezdů pro přední české cestovní kanceláře (odjeto přes 90 zájezdů), prezentování cest formou besed s promítáním pro školy i širokou veřejnost (přes 700 vystoupení) a překládání cizojazyčných cestopisných knih a průvodců do češtiny. Je zakladatelem projektu Cyklofest – festivalu cyklistiky a cestování na kole – který každoročně zahrnuje cyklocestovatelské festivaly Cyklofest a Cyklofest Plus i pořádání víkendového srazu Jarní Cyklofest. V roce 2014 byl členem historicky prvního českého týmu, který se zúčastnil Závodu napříč Amerikou – jednoho z nejtěžších silničního závodů na světě; „Team Czech Republic 1“ startoval ve složení David Bureš, Jiří Kalousek, Jiří „Oldy“ Kříž a kapitán týmu Michal Jon; tým skončil v čase 6 dnů 22 hodin a 41 minut na desátém místě v kategorii čtyřčlenných týmů.